# Дональд Кінґсбері
Дональд Кінґсбері (англ. Donald Kingsbury, 12 лютого 1929, Сан-Франциско, Каліфорнія) — канадський математик та письменник-фантаст американського походження, найбільш відомий за своїм романом «Ґета», або «Ритуал залицянь» (англ. «Courtship Rite», 1982). Навчався в університеті Макгілла, згодом почав викладати математику в ньому ж.

## Біографія
Дональд Кінґсбері народився 12 лютого 1929 року в гірничого інженера в Сан-Франциско, Каліфорнія. Дитинство провів в Новій Гвінеї, Нью-Мексико і Нью-Гемпширі. Також проїздом побував в Японії, Китаї і Індонезії. В 1948 році він переїхав в Монреаль для навчання в університеті Макгілла. 1953 року отримав канадське громадянство. Розвівся, має двох синів.
Науковою фантастикою зацікавився ще в дитинстві коли прочитав комікс «Brick Bradford». Пізніше познайомився з творчістю Герберта Уеллса. Першу свою фантастичну історію написав ще в 16 років, проте її не надрукували. Загалом до часу написання «The Ghost Town» в 1952 Кінґсбері написав 25 оповідань, жодне з яких не опублікували. Свій перший роман він почав писати коли журнал Galaxy Science Fiction оголосив конкурс з призом в 1000$, роман називався «The Finger Pointing Solward», проте автор не закінчив його до сьогодні. Дії у всіх опублікованих творах Дональда Кінґсбері відбуваються в одному всесвіті, такий підхід автор вибрав після знайомства з «Фундацією» Айзека Азімова.